# Filmografia Looney Tunes și Merrie Melodies (1950–1959)
Filmografia Looney Tunes și Merrie Melodies (1950–1959)

## 1950– 31 de titluri
| Titlu                         | Titlu român                | Serie | Regizor          | Personaje                                                 | Data realizării | Avalabilitate pe DVD                                                               | editat? | Note |
| ----------------------------- | -------------------------- | ----- | ---------------- | --------------------------------------------------------- | --------------- | ---------------------------------------------------------------------------------- | ------- | --- |
| Home Tweet Home               | Casă dulce casă            | MM    | I. Freleng       | Sylvester, Tweety, Hector                                 | 1950-01-14      | LTPC Volume 2, Disc 1                                                              | Da      | - Primul desen WB din anii 50. |
| Hurdy-Gurdy Hare              |                            | MM    | Robert McKimson  | Bugs                                                      | 1950-01-21      | LTGC Volume 4, Disc 1                                                              | Da      | |
| Boobs in the Woods            | Neisprăviți în pădure      | LT    | Robert McKimson  | Daffy, Porky                                              | 1950-01-28      | LTGC Volume 1, Disc 2                                                              | Sa      | - Ultimul desen 'farsor' pentru Daffy. |
| Mutiny on the Bunny           | Iepure rebel               | LT    | I. Freleng       | Bugs, Sam                                                 | 1950-02-11      | Hare Extraordinaire                                                                | Nu      | |
| The Lion's Busy               |                            | LT    | I. Freleng       | Beaky, Leo the Lion                                       | 1950-02-18      | LTPC Volume 2, Disc 2                                                              | Da      | - Cameo de Bugs ca un personaj de fundal într-o scenă. - Ultimul desen cu Leul Leo, chiar dacă a apărut în logo-ul MGM pe 18 iulie 1957. - Singura împerechere cu Beaky Uliul și Leul Leo |
| The Scarlet Pumpernickel      | Secara stacojie            | LT    | Charles M. Jones | Daffy, Elmer, Henery, Mama Urs, Melissa, Porky, Sylvester | 1950-03-04      | LTGC Volume 1, Disc 2 și LTPC Volume 1, Disc 1                                     | Da      | - Are mai multe personaje decât de obicei. - Prima apariție unde Melissa Duck este numită.                                                                                                |
| Homeless Hare                 | Iepurele fără casă         | MM    | Charles M. Jones | Bugs                                                      | 1950-03-11      | LTGC Volume 3, Disc 1 Realizarea pe DVD a lui White Heat                           | Da      | |
| Strife with Father            |                            | MM    | Robert McKimson  | Beaky                                                     | 1950-04-01      | Realizarea pe DVD a lui The Flame and the Arrow și LTPC Volume 2, Disc 2           | Da      | |
| The Hypo-Chondri-Cat          | Pisica hipo-condrică       | MM    | Charles M. Jones | Claude, Hubie și Bertie                                   | 1950-04-15      | LTGC Volume 1, Disc 3 și Looney Tunes Mouse Chronicles: The Chuck Jones Collection | Da      | |
| Big House Bunny               | Iepure de casă mare        | LT    | I. Freleng       | Bugs, Sam                                                 | 1950-04-22      | LTGC Volume 1, Disc 1                                                              | Nu      | |
| The Leghorn Blows at Midnight | Cocoșul suflă seara        | LT    | Robert McKimson  | Foghorn, Henery                                           | 1950-05-06      |                                                                                    | Da      | |
| His Bitter Half               | Jumătatea lui Amară        | MM    | I. Freleng       | Daffy                                                     | 1950-05-20      | Realizarea pe DVD a lui The West Point Story.                                      | Da      | |
| An Egg Scramble               | Omletă                     | MM    | Robert McKimson  | Porky, Prissy                                             | 1950-05-27      | LTGC Volume 3, Disc 3                                                              | Da      | - Prima apariție a lui Miss Prissy. |
| What's Up, Doc?               | Care-i treaba, moșule?     | LT    | Robert McKimson  | Bugs, Elmer                                               | 1950-06-17      | LTGC Volume 1, Disc 1                                                              | Nu      | Prima oară când sunt arătate versurile de la "What's Up, Doc?" |
| All a Bir-r-r-rd              | Hai la bord                | LT    | I. Freleng       | Sylvester, Tweety, Hector Buldogul                        | 1950-06-24      | LTGC Volume 2, Disc 3 Feline Fwenzy                                                | Da      | *Primul desen Tweety în seria Looney Tunes |
| 8 Ball Bunny                  | Iepure de minge 8          | LT    | Charles M. Jones | Bugs, Pinguinul Playboy                                   | 1950-07-08      | LTGC Volume 4, Disc 1 și LTPC Volume 1, Disc 1                                     | Da      | - Ultima apariție a pinguinului Playboy. |
| It's Hummer Time              |                            | LT    | Robert McKimson  |                                                           | 1950-07-22      | LTGC Volume 6, Disc 4                                                              | Da      | |
| Golden Yeggs                  | Ouă de aur                 | MM    | I. Freleng       | Daffy, Porky, Rocky                                       | 1950-08-05      | LTGC Volume 1, Disc 2                                                              | Da      | - Prima oară când Rocky. |
| Hillbilly Hare                | Iepure de țară             | MM    | Robert McKimson  | Bugs                                                      | 1950-08-12      | LTGC Volume 3, Disc 1                                                              | Nu      | - Unul din cele trei desene realizate anul acesta fără cercuri verzi |
| Dog Gone South                | Hinghier sudic             | MM    | Charles M. Jones | Câinele Charlie, Colonelul Shuffle                        | 1950-08-26      | LTGC Volume 6, Disc 1                                                              | Da      | - Ultima apariție a colonelului Shuffle Titlurile originale restaurate pe DVD |
| The Ducksters                 | Rățoiul batjocorit         | LT    | Charles M. Jones | Daffy, Porky                                              | 1950-09-02      | LTGC Volume 1, Disc 2                                                              | Da      | |
| A Fractured Leghorn           | Un cocoș fracturat         | MM    | Robert McKimson  | Foghorn                                                   | 1950-09-16      |                                                                                    | Da      | |
| Bunker Hill Bunny             | Iepurele din Bunker Hill   | MM    | I. Freleng       | Bugs, Sam                                                 | 1950-09-23      | LTGC Volume 1, Disc 4                                                              | Nu      | |
| Canary Row                    | Linie de canari            | MM    | I. Freleng       | Sylvester, Tweety, Granny                                 | 1950-10-07      | LTGC Volume 1, Disc 4 Feline Fwenzy                                                | Da      | - Prima apariție oficială a lui Granny. |
| Stooge for a Mouse            | Servitor pentru un șoarece | MM    | I. Freleng       | Sylvester, Hector Buldogul                                | 1950-10-21      |                                                                                    | Da      | |
| Pop 'Im Pop!                  |                            | LT    | Robert McKimson  | Hippety, Sylvester, Sylvester Jr.                         | 1950-10-28      | Marsupial Mayhem                                                                   | Da      | - Prima apariție a lui Sylvester Junior. |
| Bushy Hare                    | Iepurele stufos            | LT    | Robert McKimson  | Bugs, Hippety                                             | 1950-11-11      | Hare Extraordinaire                                                                | Nu      | |
| Caveman Inki                  |                            | LT    | Charles M. Jones | Inki                                                      | 1950-11-25      |                                                                                    | Da      | - Ultima apariție a lui Inki. |
| Dog Collared                  |                            | MM    | Robert McKimson  | Porky                                                     | 1950-12-02      | Hilarious Ham                                                                      | Yes     | - Unul din cele trei desene realizate anul acesta fără cercuri verzi |
| Rabbit of Seville             | Iepurele din Sevilla       | LT    | Charles M. Jones | Bugs, Elmer                                               | 1950-12-16      | LTGC Volume 1, Disc 1 and LTPC Volume 1, Disc 1                                    | Nu      | |
| Two's A Crowd                 |                            | LT    | Charles M. Jones | Claude, Frisky                                            | 1950-12-30      | DVD release of Rocky Mountain                                                      | Da      | - Prima apariție a Cățelușului Zburdalnic. Unul din cele trei desene realizate anul acesta fără cercuri verzi,                                                                            |

## 1951– 29 de titluri
Cele mai multe desene din acest an pot avea editări Blue Ribbon. La fel ca sezonul de producție 1946-1947 (care are cercuri cu un amestec de culori albastru-roșu), Blue Ribbon apare a chinui și acest an. Cu excepția lui Am și plecat, creditele și titlurile originale sunt lăsate.
| Titlu                   | Titlu român                       | Serie | Regizor          | Personaje                                  | Data realizării | Avalabilitate                                                                      | editat? | Note |
| ----------------------- | --------------------------------- | ----- | ---------------- | ------------------------------------------ | --------------- | ---------------------------------------------------------------------------------- | ------- | --- |
| Hare We Go              | Am și plecat                      | MM    | Robert McKimson  | Bugs                                       | 1951-01-06      | Hare Extraordinaire                                                                | Nu      | |
| A Fox in a Fix          |                                   | MM    | Robert McKimson  |                                            | 1951-01-20      |                                                                                    | Da      | |
| Canned Feud             | Mâncare la conservă               | MM    | I. Freleng       | Sylvester                                  | 1951-02-03      | LTGC Volume 1, Disc 4 and LTPC Volume 2, Disc 1                                    | Da      | |
| Rabbit Every Monday     | Iepure în fiecare luni            | LT    | I. Freleng       | Bugs, Sam                                  | 1951-02-10      |                                                                                    | Nu      | |
| Putty Tat Trouble       | Probleme cu pisicuța              | LT    | I. Freleng       | Sylvester, Tweety                          | 1951-02-24      | LTGC Volume 1, Disc 4 Feline Fwenzy                                                | Da      | |
| Corn Plastered          | Tencuit după porumb               | MM    | Robert McKimson  |                                            | 1951-03-03      | Hilarious Ham                                                                      | Da      | |
| Bunny Hugged            | Îmbrățișare de iepure             | MM    | Charles M. Jones | Bugs, Crusher                              | 1951-03-10      | LTGC Volume 2, Disc 1                                                              | Da      | - Ultima apariție a lui Crusher. |
| Scentimental Romeo      |                                   | MM    | Charles M. Jones | Pepé, Penelope                             | 1951-03-24      | LTPC Volume 2, Disc 1 Zee Best of Zee Best                                         | Da      | |
| A Bone for a Bone       |                                   | LT    | I. Freleng       | Popândăii Prostănaci                       | 1951-04-07      |                                                                                    | Da      | |
| The Fair-Haired Hare    |                                   | LT    | I. Freleng       | Bugs, Sam                                  | 1951-04-14      |                                                                                    | Nu      | |
| A Hound for Trouble     | Problema cu câinele               | MM    | Charles M. Jones | Charlie                                    | 1951-04-28      | Realizarea pe DVD a lui On Moonlight Bay                                           | Da      | |
| Early to Bet            | Prea devreme pentru pariu         | MM    | Robert McKimson  |                                            | 1951-05-12      | LTGC Volume 1, Disc 4                                                              | Da      | - Continuare de la It's Hummer Time. |
| Rabbit Fire             | Iepure trage                      | LT    | Charles M. Jones | Bugs, Daffy, Elmer                         | 1951-05-19      | LTGC Volume 1, Disc 2 and LTPC Volume 2, Disc 2                                    | Yes     | - Primul desen în „Trilogia vânătorului” Primul desen unde Bugs și Daffy apar împreună. - Singurul desen unde Daffy zice "You're Desthpicable!" de-a lungul desenului |
| Room and Bird           | Cameră și pasăre                  | MM    | I. Freleng       | Sylvester, Tweety, Granny, Hector Buldogul | 1951-06-02      | LTGC Volume 2, Disc 3 Feline Fwenzy                                                | Da      | - Primul desen înscris de Eugene Poddany. |
| Chow Hound              | Haleală pentru câine              | LT    | Charles M. Jones |                                            | 1951-06-16      | LTGC Volume 6, Disc 4 and LTPC Volume 1, Disc 2                                    | Da      | |
| French Rarebit          | Iepurele francez                  | MM    | Robert McKimson  | Bugs                                       | 1951-06-30      | LTGC Volume 2, Disc 1                                                              | Da      | - Al doilea desen cu scor de Eugene Poddany. |
| The Wearing of the Grin | Se poartă verde                   | LT    | Charles M. Jones | Porky                                      | 1951-07-14      | LTGC Volume 1, Disc 2                                                              | Da      | - Ultimul desen doar cu Porky. - Al treilea desen cu scor de Eugene Poddany.                                                                                          |
| Leghorn Swoggled        | Cocoșul problemă                  | MM    | Robert McKimson  | Foghorn, Henery                            | 1951-07-28      |                                                                                    | Da      | - Al patrulea desen cu scor de Eugene Podanny. |
| His Hare-Raising Tale   | Povestea iepurelui care se ridică | LT    | I. Freleng       | Bugs, Clyde                                | 1951-08-11      | Realizarea pe DVD a lui Bugs Bunny's Easter Funnies (prezentare specială)          | Da      | - Prim apariție a iepurelui Clyde. |
| Cheese Chasers          | Fugari de brânză                  | MM    | Charles M. Jones | Pisica Claude, Hubie și Bertie, Hector     | 1951-08-25      | LTGC Volume 2, Disc 2 și Looney Tunes Mouse Chronicles: The Chuck Jones Collection | Da      | - Continuare a lui Viață cu pene. - Ultima apariție a lui Hubie și Bertie.                                                                                            |
| Lovelorn Leghorn        | Cocoșul singuratic                | LT    | Robert McKimson  | Foghorn, Prissy                            | 1951-09-08      | Realizarea pe DVD a lui I'll See You in My Dreams și LTPC Volume 1, Disc 1         | Da      | - Al cincilea și ultimul desen cu scor de Eugene Poddany. |
| Tweety's S.O.S.         | S.O.S-ul lui Tweety               | MM    | I. Freleng       | Sylvester, Tweety, Granny                  | 1951-09-22      | LTGC Volume 1, Disc 4 Feline Fwenzy                                                | Da      | |
| Ballot Box Bunny        | Iepurele la alegeri               | MM    | I. Freleng       | Bugs, Sam                                  | 1951-10-06      | LTGC Volume 1, Disc 1                                                              | Da      | |
| A Bear for Punishment   | Un urs pedepsit                   | LT    | Charles M. Jones | Cei trei urși                              | 1951-10-20      | LTGC Volume 2, Disc 2                                                              | Da      | - Ultima apariție a celor trei urși. |
| Sleepy Time Possum      |                                   | MM    | Robert McKimson  |                                            | 1951-11-03      | LTGC Volume 6, Disc 4 (prezentare specială)                                        | Da      | |
| Drip-Along Daffy        | Daffy la galop                    | MM    | Charles M. Jones | Daffy, Porky, Nasty                        | 1951-11-17      | LTGC Volume 1, Disc 2 and LTPC Volume 2, Disc 2                                    | Da      | - Ultima apariție a lui Nasty Canasta. |
| Big Top Bunny           | Iepure de mare început            | MM    | Robert McKimson  | Bugs                                       | 1951-12-01      | LTGC Volume 1, Disc 1                                                              | Da      | |
| Tweet Tweet Tweety      | Cirip Cirip Tweety                | LT    | I. Freleng       | Sylvester, Tweety                          | 1951-12-15      | LTGC Volume 2, Disc 3 Feline Fwenzy                                                | Da      | |
| The Prize Pest          | Pacostea de premiu                | LT    | Robert McKimson  | Daffy, Porky                               | 1951-12-22      | Frustrated Fowl                                                                    | Da      | - Văzut pe Daffy Duck's Quackbusters când Daffy îl recruță pe Porky.                                                                                                  |

## 1952– 30 de titluri
| Titlu                   | Titlu român                      | Serie | Regizor          | Personaje                                  | Data realizării | Avalabilitate pe DVD                                             | editat? | Note |
| ----------------------- | -------------------------------- | ----- | ---------------- | ------------------------------------------ | --------------- | ---------------------------------------------------------------- | ------- | --- |
| Who's Kitten Who?       |                                  | LT    | Robert McKimson  | Hippety, Sylvester, Sylvester Jr.          | 1952-01-05      | Marsupial Mayhem                                                 | Yes     | |
| Operation: Rabbit       | Operațiunea: Iepure              | LT    | Charles M. Jones | Bugs, Wile E.                              | 1952-01-19      | LTGC Volume 4, Disc 1                                            | Nu      | - Prima împerechere cu Bugs Bunny și Wile E. Coyote. - Primuul desen unde Wile E. Coyote vorbește.                                                            |
| Feed the Kitty          | Hrănește pisicuța                | MM    | Charles M. Jones | Marc and Pussyfoot                         | 1952-02-02      | LTGC Volume 1, Disc 3 și LTPC Volume 1, Disc 2                   | Da      | - Prima apariție a lui Marc Antony și Pussyfoot. |
| Gift Wrapped            | Cadou înfășurat                  | LT    | I. Freleng       | Sylvester, Tweety, Granny, Hector Buldogul | 1952-02-16      | LTGC Volume 2, Disc 3 și LTPC Volume 2, Disc 1 Feline Fwenzy     | Da      | |
| Foxy by Proxy           | Vulpe de împuternicit            | MM    | I. Freleng       | Bugs                                       | 1952-02-23      | Hare Extraordinaire                                              | Nu      | |
| Thumb Fun               |                                  | LT    | Robert McKimson  | Daffy, Porky                               | 1952-03-01      | Hilarious Ham                                                    | Da      | - Ultimul desen „screwball” pentru Daffy. |
| 14 Carrot Rabbit        | Iepurele de 14 morcovi           | LT    | I. Freleng       | Bugs, Sam                                  | 1952-03-15      | LTGC Volume 5, Disc 1                                            | Da      | |
| Little Beau Pepe        | Micul Beau Pepe                  | MM    | Charles M. Jones | Pepé, Penelope                             | 1952-03-29      | Zee Best of Zee Best                                             | Da      | |
| Kiddin' The Kitten      |                                  | MM    | Robert McKimson  | Pisica Dodsworth                           | 1952-04-05      | LTGC Volume 4, Disc 4                                            | Yes     | - Prima apariție a pisicii Dodsworth. |
| Water, Water Every Hare | Apă, apă peste tot               | LT    | Charles M. Jones | Bugs, Gossamer                             | 1952-04-19      | LTGC Volume 1, Disc 1                                            | Nu      | - Ultima apariție a lui Gossamer. - Văzut pe Daffy Duck's Quackbusters.                                                                                       |
| Little Red Rodent Hood  | Șoricelul cu scufiță roșie       | MM    | I. Freleng       | Sylvester, Hector Buldogul                 | 1952-05-03      | LTGC Volume 5, Disc 2 and LTPC Volume 2, Disc 1                  | Nu      | |
| Sock-a-Doodle-Do        |                                  | LT    | Robert McKimson  | Foghorn                                    | 1952-05-10      |                                                                  | Yes     | |
| Beep, Beep              | Beep, Beep                       | MM    | Charles M. Jones | Wile E. and Road Runner                    | 1952-05-24      | LTGC Volume 2, Disc 2 and LTPC Volume 1, Disc 1                  | Da      | |
| The Hasty Hare          | Iepurele grăbit                  | LT    | Charles M. Jones | Bugs, Marvin                               | 1952-06-07      | Realizarea pe DVD a lui The Hasty Heart și LTPC Volume 1, Disc 2 | Nu      | |
| Ain't She Tweet         | Nu e o dulce                     | LT    | I. Freleng       | Sylvester, Tweety, Buni, Hector Buldogul   | 1952-06-21      | LTGC Volume 2, Disc 3 Feline Fwenzy                              | Da      | |
| The Turn-Tale Wolf      |                                  | MM    | Robert McKimson  | Big Bad Wolf                               | 1952-06-28      | LTGC Volume 5, Disc 2                                            | Nu      | |
| Cracked Quack           | Rață crăpată                     | MM    | I. Freleng       | Daffy, Porky                               | 1952-07-05      |                                                                  | Da      | |
| Oily Hare               | Iepurele uleios                  | MM    | Robert McKimson  | Bugs                                       | 1952-07-26      | LTGC Volume 5, Disc 1                                            | Nu      | |
| Hoppy Go Lucky          | Sărind fericit                   | LT    | Robert McKimson  | Hippety, Sylvester                         | 1952-08-09      | Marsupial Mayhem                                                 | Nu      | |
| Going! Going! Gosh!     | Mergi! Mergi! Vai!               | MM    | Charles M. Jones | Wile E. și Road Runner                     | 1952-08-23      | LTGC Volume 2, Disc 2 și LTPC Volume 2, Disc 1                   | Nu      | |
| A Bird In A Guilty Cage | O pasăre într-o colivie vinovată | LT    | I. Freleng       | Sylvester, Tweety                          | 1952-08-30      | LTGC Volume 2, Disc 3                                            | Da      | |
| Mouse Warming           |                                  | LT    | Charles M. Jones | Claude, Hector                             | 1952-09-08      | Looney Tunes Mouse Chronicles: The Chuck Jones Collection        | Nu      | - Ultimul desen doar cu Claude. - Ultimul desen cu Hector regizat de Charles M. Jones.                                                                        |
| Rabbit Seasoning        | Sezonul iepurilor                | MM    | Charles M. Jones | Bugs, Daffy, Elmer                         | 1952-09-20      | LTGC Volume 1, Disc 1 și LTPC Volume 2, Disc 2                   | Nu      | - Al doilea desen din "Trilogia vânătorului" - Prima schemă de Maurice Noble. - Primul desen în care Daffy zice "You're Desthpicable!" la sfârșitul desenului |
| The Egg-Cited Rooster   | Cocoș cu ou                      | MM    | Robert McKimson  | Foghorn, Henery                            | 1952-10-04      |                                                                  | Nu      | |
| Tree For Two            |                                  | MM    | I. Freleng       | Spike & Chester, Sylvester                 | 1952-10-18      |                                                                  | Nu      | - Prima apariție a lui Spike și Chester. |
| The Super Snooper       | Super dedectivul                 | LT    | Robert McKimson  | Daffy                                      | 1952-11-01      | LTGC Volume 5, Disc 1                                            | Nu      | |
| Rabbit's Kin            | Ruda iepurelui                   | MM    | Robert McKimson  | Bugs, Pete Puma                            | 1952-11-15      | LTGC Volume 1, Disc 1                                            | Nu      | - Prima și singura apariție a lui Pete Puma. |
| Terrier Stricken        |                                  | MM    | Charles M. Jones | Claude, Cățelușul zburdalnic               | 1952-11-29      | Realizarea pe DVD a lui April in Paris                           | Nu      | |
| Fool Coverage           | Acoperire falsificată            | LT    | Robert McKimson  | Daffy, Porky                               | 1952-12-13      | Hilarious Ham                                                    | Da      | |
| Hare Lift               |                                  | LT    | I. Freleng       | Bugs, Sam                                  | 1952-12-20      |                                                                  | Nu      | |

## 1953– 30 de titluri
| Titlu                             | Titlu român                            | Serie | Regizor          | Personaje                                  | Data realizării | Avalabilitate pe DVD                            | editat? | Note |
| --------------------------------- | -------------------------------------- | ----- | ---------------- | ------------------------------------------ | --------------- | ----------------------------------------------- | ------- | --- |
| Don't Give Up the Sheep           | Nu da oaia înapoi                      | LT    | Charles M. Jones | Ralph Lupul și Sam câinele ciobănesc       | 1953-01-03      | LTGC Volume 1, Disc 3                           | No      | - Prima apariție a lupului Ralph și a câinelui ciobănesc Sam - Primele fundale de Carlos Manriquez. |
| Snow Business                     | Afaceri cu zăpadă                      | LT    | I. Freleng       | Sylvester, Tweety, Granny                  | 1953-01-17      | LTGC Volume 2, Disc 3 Feline Fwenzy             | Nu      | |
| A Mouse Divided                   | Un șoarece împărțit                    | MM    | I. Freleng       | Sylvester                                  | 1953-01-31      |                                                 | Nu      | - Văzut în Insula fantastică pentru dorința lui Sylvester spunând "Wishing Well. Oh, Wishing Well, you I do entreat. I wish our house would resound, to the patter of little feet." Pormă, fântâna spune "I hear your wish and I obey. The patter of little feet you shall hear this day." |
| Forward March Hare                | Iepure după marte                      | LT    | Charles M. Jones | Bugs                                       | 1953-02-14      | LTGC Volume 4, Disc 1                           | Nu      | |
| Kiss Me Cat                       |                                        | LT    | Charles M. Jones | Marc și Pussyfoot                          | 1953-02-21      | LTGC Volume 4, Disc 4 and LTPC Volume 1, Disc 2 | Nu      | |
| Duck Amuck                        | Amoc de rață                           | MM    | Charles M. Jones | Daffy                                      | 1953-02-28      | LTGC Volume 1, Disc 2 și LTPC Volume 1, Disc 1  | Nu      | - Cameo de Bugs la sfârșit. |
| Upswept Hare                      |                                        | MM    | Robert McKimson  | Bugs Elmer                                 | 1953-03-14      |                                                 | Da      | |
| A Peck o' Trouble                 |                                        | LT    | Robert McKimson  | Dodsworth the Cat                          | 1953-03-28      | LTGC Volume 4, Disc 4                           | Da      | - Ultima apariție a motanului Dodsworth. |
| Fowl Weather                      | Vreme de vânat păsări                  | MM    | I. Freleng       | Sylvester, Tweety, Granny, Hector Buldogul | 1953-04-04      |                                                 | Da      | |
| Muscle Tussle                     | Încăierare de mușchi                   | MM    | Robert McKimson  | Daffy, Melissa                             | 1953-04-18      | Realizarea pe DVD a lui Trouble Along the Way   | Da      | - Ultima apariție a lui Melissa Duck. |
| Southern Fried Rabbit             |                                        | LT    | I. Freleng       | Bugs, Sam                                  | 1953-05-02      | LTGC Volume 4, Disc 1                           | Nu      | - Ultimul desen Warner Bros. cu racism |
| Ant Pasted                        | Lipit de furnici                       | LT    | I. Freleng       | Elmer                                      | 1953-05-09      | Hilarious Ham                                   | Nu      | - Continuare a lui Of Thee I Sting din 1946. |
| Much Ado About Nutting            | Să faci prea mult pentru nimic         | MM    | Charles M. Jones |                                            | 1953-05-23      | LTGC Volume 6, Disc 4                           | Nu      | |
| There Auto Be A Law               |                                        | LT    | Robert McKimson  |                                            | 1953-06-06      |                                                 | Nu      | |
| Hare Trimmed                      | Iepure dichisit                        | MM    | I. Freleng       | Bugs, Buni, Sam                            | 1953-06-20      | Hare Extraordinaire                             | Nu      | |
| Tom Tom Tomcat                    |                                        | MM    | I. Freleng       | Sylvester, Tweety                          | 1953-06-27      |                                                 | Da      | |
| Wild Over You                     | Înnebunit după tine                    | LT    | Charles M. Jones | Pepé                                       | 1953-07-11      | Zee Best of Zee Best                            | Nu      | |
| Duck Dodgers in the 24½th Century | Duck Dodgers în secolul 24 și jumătate | MM    | Charles M. Jones | Daffy (ca Duck Dodgers), Marvin, Porky     | 1953-07-25      | LTGC Volume 1, Disc 2 și LTPC Volume 1, Disc 2  | Nu      | |
| Bully for Bugs                    | Bugs la rodeo                          | LT    | Charles M. Jones | Bugs                                       | 1953-08-08      | LTGC Volume 1, Disc 1                           | Nu      | |
| Plop Goes the Weasel              |                                        | LT    | Robert McKimson  | Foghorn, Barnyard Dawg                     | 1953-08-22      |                                                 | Nu      | |
| Cat-Tails for Two                 |                                        | MM    | Robert McKimson  | Prototipul lui Speedy Gonzales             | 1953-08-29      | LTGC Volume 4, Disc 3                           | Da      | - Prima și singura apariție a prototipului lui Speedy Gonzales. |
| A Street Cat Named Sylvester      | O pisică de stradă numită Sylvester    | LT    | I. Freleng       | Sylvester, Tweety, Granny, Hector Buldogul | 1953-09-05      |                                                 | Nu      | - Unul din cele două desene unde Hector are blană galbenă în loc de gri |
| Zipping Along                     | Fugind pe aici                         | MM    | Charles M. Jones | Wile E. și Road Runner                     | 1953-09-19      | LTGC Volume 2, Disc 2 și LTPC Volume 2, Disc 1  | Nu      | |
| Lumber Jack-Rabbit                |                                        | LT    | Charles M. Jones | Bugs, Câinele Charlie                      | 1953-09-25      | Hare Extraordinaire                             | Nu      | - Primul desen WB produs în 3D, și singurul desen de maniera asta până la Coyote Falls din 2010 Re-realizat în 2D pe 13 noiembrie 1954 |
| Duck! Rabbit, Duck!               | Rață! Iepure! Rață!                    | MM    | Charles M. Jones | Bugs, Daffy, Elmer                         | 1953-10-03      | LTGC Volume 3, Disc 1 și LTPC Volume 2, Disc 2  | Nu      | - Al treilea desen în "Trilogia vânătorului". |
| Easy Peckins                      |                                        | LT    | Robert McKimson  |                                            | 1953-10-17      |                                                 | Da      | |
| Catty Cornered                    | Pisică la colț                         | MM    | I. Freleng       | Sylvester, Tweety, Rocky & Mugsy           | 1953-10-31      |                                                 | Nu      | |
| Of Rice and Hen                   | Găină căutată ca soț                   | LT    | Robert McKimson  | Foghorn                                    | 1953-11-14      |                                                 | Nu      | |
| Cat's A-Weigh                     |                                        | MM    | Robert McKimson  | Hippety, Sylvester, Sylvester Jr.          | 1953-11-28      | Marsupial Mayhem                                | Nu      | |
| Robot Rabbit                      | Iepurele robot                         | LT    | I. Freleng       | Bugs, Elmer                                | 1953-12-12      |                                                 | Nu      | |
| Punch Trunk                       |                                        | LT    | Charles M. Jones |                                            | 1953-12-19      | LTGC Volume 6, Disc 4 (special feature)         | Nu      | - Văzut în Daffy Duck's Quackbusters |

## 1954– 30 de titluri
Anul acesta, designul secvenței „țintă” este schimbat. Desenele din 1954 realizate în sezonul din 1953-1954 încă au designul vechi al secvenței de sfârșit. Designul titlului de sfârșit a fost schimbat începând cu By Word of Mouse.
| Titlu                   | Titlu român                         | Serie | Regizor          | Personaje                   | Data realizării | Avalabilitate pe DVD                               | editat? | Note |  |
| ----------------------- | ----------------------------------- | ----- | ---------------- | --------------------------- | --------------- | -------------------------------------------------- | ------- | --- |  |
| Dog Pounded             | Adăpostit de câini                  | LT    | I. Freleng       | Sylvester, Tweety, Hector   | 1954-01-02      | Zee Best of Zee Best                               | Da      | - Continuare a lui Ain't She Tweet din 1952. - Cameo de Pepé le Pew la sfârșit.                                   |  |
| Captain Hareblower      |                                     | MM    | I. Freleng       | Bugs, Sam                   | 1954-01-16      | Realizarea pe DVD a lui Captain Horatio Hornblower | Nu      | - Văzut pe Filmul lui Daffy Duck: Insula fantastică pentru Pirate Sam vs. Bugs Bunny.                             |  |
| I Gopher You            | Te fac popândău                     | MM    | I. Freleng       | Popândăii Prostănaci        | 1954-01-30      | Realizarea pe DVD a lui His Majesty O'Keefe        | Nu      | |  |
| Feline Frame-Up         | Înscenare de felină                 | LT    | Charles M. Jones | Claude, Marc și Pussyfoot   | 1954-02-13      | LTPC Volume 1, Disc 2                              | Nu      | - Primul desen Marc și Pussyfoot care îl are can invitat special pe Pisica Claude.                                |  |
| Wild Wife               | Soția sălbatică                     | MM    | Robert McKimson  |                             | 1954-02-20      | LTGC Volume 6, Disc 4                              | Nu      | |  |
| No Barking              | Nu lătrați                          | MM    | Charles M. Jones | Claude, Frisky              | 1954-02-27      | LTGC Volume 3, Disc 4                              | Da      | - Ultima apariție a lui Claude și Frisky - Tweety face 2 cameouri. - Cameo de Marc la sfârșit.                    |  |
| Bugs and Thugs          | Bugs și huliganii                   | LT    | I. Freleng       | Bugs, Rocky and Mugsy       | 1954-03-13      | LTGC Volume 1, Disc 4                              | Nu      | - Prima apariție unde Mugsy este numit. - Primul scor integral de Milt Franklyn.                                  |  |
| The Cat's Bah           |                                     | LT    | Charles M. Jones | Pepé, Penelope              | 1954-03-20      | Zee Best of Zee Best                               | Nu      | |  |
| Design for Leaving      | Design de casă                      | LT    | Robert McKimson  | Daffy, Elmer                | 1954-03-27      | Frustrated Fowl                                    | Da      | |  |
| Bell Hoppy              |                                     | MM    | Robert McKimson  | Hippety, Sylvester          | 1954-04-17      | Marsupial Mayhem                                   | Nu      | |  |
| No Parking Hare         |                                     | LT    | Robert McKimson  | Bugs                        | 1954-05-01      |                                                    | Nu      | - Continuare a lui Homeless Hare din 1950                                                                         |  |
| Dr. Jerkyl's Hide       | Ascunzătoarea doctorului Jerkyl     | LT    | I. Freleng       | Spike și Chester, Sylvester | 1954-05-08      |                                                    | Nu      | - Ultima apariție a lui Spike și Chester                                                                          |  |
| Claws for Alarm         | Gheare pentru alarmă                | MM    | Charles M. Jones | Porky, Sylvester            | 1954-05-22      | LTGC Volume 3, Disc 3                              | Nu      | - Continuare a lui Scaredy Cat din 1948. - Văzut în Daffy Duck's Quackbusters.                                    |  |
| Little Boy Boo          | Micul băiețel Boo                   | LT    | Robert McKimson  | Foghorn, Prissy             | 1954-06-05      | Barnyard Bigmouth                                  | No      | - Prima apariíe a micului Egghead                                                                                 |  |
| Devil May Hare          | Diavolul poate mânca iepurele       | LT    | Robert McKimson  | Bugs, Taz                   | 1954-06-19      | LTGC Volume 1, Disc 4 and LTPC Volume 1, Disc 2    | Nu      | - Prima apariție a lui Taz și a lui She Devil - Primul și singurul desen cu Taz în seria Looney Tunes.            |  |
| Muzzle Tough            | Bot tare                            | MM    | I. Freleng       | Sylvester, Tweety           | 1954-06-26      |                                                    | Nu      | |  |
| The Oily American       | Americanul uleios                   | MM    | Robert McKimson  |                             | 1954-07-10      | LTGC Volume 6, Disc 4                              | Nu      | |  |
| Bewitched Bunny         | Iepurașul fermecat                  | LT    | Charles M. Jones | Bugs, Vrăjitoarea Hazel     | 1954-07-24      | LTGC Volume 5, Disc 2 and LTPC Volume 1, Disc 2    | Nu      | - Prima apariție a vrăjitoarei Hazel                                                                              |  |
| Satan's Waitin'         | Satana așteaptă                     | LT    | I. Freleng       | Sylvester, Tweety, Hector   | 1954-08-07      | LTGC Volume 6, Disc 1                              | Da      | |  |
| Stop! Look! And Hasten! | Stai! Privește! și Accelerează      | MM    | Charles M. Jones | Wile E. și Road Runner      | 1954-08-14      | LTGC Volume 2, Disc 2                              | Nu      | |  |
| Yankee Doodle Bugs      |                                     | LT    | I. Freleng       | Bugs, Iepurele Clyde        | 1954-08-28      | Realizarea pe DVD a lui Yankee Doodle Dandy        | Nu      | - Ultima apariție a Iepurelui Clyde. - Al treilea scor de Milt Franklyn.                                          |  |
| Gone Batty              | Sărit de pe fix                     | LT    | Robert McKimson  |                             | 1954-09-04      | Hilarious Ham                                      | Da      | - Câteva secvențe au fost scoase de la Baseball Bugs.                                                             |  |
| Goo Goo Goliath         | Hai Hai Goliath                     | MM    | I. Freleng       |                             | 1954-09-18      | LTGC Volume 6, Disc 4                              | Nu      | |  |
| By Word of Mouse        |                                     | LT    | I. Freleng       | Sylvester                   | 1954-10-02      | LTGC Volume 6, Disc 2                              | Nu      | - Co-produs de Fondația Alfred P. Sloan. - Al patrulea scor de Milt Franklyn. - Prima animație de Ted Bonnicksen. |  |
| From A to Z-Z-Z-Z       | De la A la Z-Z-Z-Z                  | LT    | Charles M. Jones | Ralph Phillips              | 1954-10-16      | LTPC Volume 1, Disc 2                              | Da      | - Prima apariție a lui Ralph Phillips                                                                             |  |
| Quack Shot              |                                     | MM    | Robert McKimson  | Daffy, Elmer                | 1954-10-30      |                                                    | Nu      | |  |
| My Little Duckaroo      |                                     | MM    | Charles M. Jones | Daffy, Porky, Nasty         | 1954-11-27      | LTGC Volume 6, Disc 1 and LTPC Volume 2, Disc 2    | Nu      | |  |
| Sheep Ahoy              | Hei oaie                            | MM    | Charles M. Jones | Ralph și Sam                | 1954-12-11      |                                                    | Nu      | |  |
| Baby Buggy Bunny        | Iepurașul bebe pentru două persoane | MM    | Charles M. Jones | Bugs                        | 1954-12-18      | LTGC Volume 2, Disc 1                              | Nu      | |  |

## 1955– 31 de titluri
| Titlu                                  | Titlu român                    | Serie            | Regizor               | Personaje                                  | Data realizării                                                         | Avalabilitate pe DVD                                                                | Note |
| -------------------------------------- | ------------------------------ | ---------------- | --------------------- | ------------------------------------------ | ----------------------------------------------------------------------- | ----------------------------------------------------------------------------------- | --- |
| Pizzicato Pussycat                     |                                | MM               | I. Freleng            |                                            | 1955-01-01                                                              | LTGC Volume 4, Disc 4                                                               | |
| Feather Dusted                         |                                | MM               | Robert McKimson       | Foghorn, Micul Egghead                     | 1955-01-15                                                              | Saturday Morning Cartoons: 1960s Volume 2 (Ca parte din The Porky Pig Show)         | |
| Pests for Guests                       | Oaspeții pacoste               | MM               | I. Freleng            | Elmer, Popândăii Prostănaci                | 1955-01-29                                                              |                                                                                     | - Unul din cele două desene din acest an cu editare Blue Ribbon. - Singura împerechere cu Elmer Fudd și Popândăii Prostănaci |
| Beanstalk Bunny                        | Iepurele și vrejul de fasole   | MM               | Charles M. Jones      | Bugs, Daffy, Elmer                         | 1955-02-12                                                              |                                                                                     | |
| All Fowled Up                          | Cocoș de cărămidă              | LT               | Robert McKimson       | Foghorn, Henery                            | 1955-02-19                                                              | Barnyard Bigmouth                                                                   | |
| Stork Naked                            | Barză dezbrăcată               | MM               | I. Freleng            | Daffy                                      | 1955-02-26                                                              | Frustrated Fowl                                                                     | |
| Lighthouse Mouse                       | Far de șoarece                 | MM               | Robert McKimson       | Hippety, Sylvester                         | 1955-03-12                                                              | Marsupial Mayhem                                                                    | |
| Sahara Hare                            | Iepurele din Sahara            | LT               | I. Freleng            | Bugs, Sam                                  | 1955-03-26                                                              | LTGC Volume 4, Disc 1                                                               | - Cameo de Daffy Duck la sfârșit. |
| Sandy Claws                            | Gheare nisipoase               | LT               | I. Freleng            | Sylvester, Tweety, Granny                  | 1955-04-02                                                              | Academy Awards Animation Collection                                                 | |
| The Hole Idea                          |                                | LT               | Robert McKimson       |                                            | 1955-04-16                                                              | LTGC Volume 6, Disc 4                                                               | - Robert McKimson a animat acest scurt-metraj. |
| Ready, Set, Zoom!                      | Pe locuri, fiți gata, măriți!  | LT               | Charles M. Jones      | Wile E. și Road Runner                     | 1955-04-30                                                              | LTGC Volume 2, Disc 2                                                               | - Primul desen Wile E. Coyote și Road Runner în seria Looney Tunes. - Singurul desen cu cercurile Merrie Melodies la început, while the ending had the Looney Tunes Rings.                                                              |
| Hare Brush                             | Perie de iepure                | MM               | I. Freleng            | Bugs, Elmer                                | 1955-05-07                                                              |                                                                                     | |
| Past Perfumance Performanța din trecut | MM                             | Charles M. Jones | Pepé, Pisica Penelope | 1955-05-21                                 | Realizarea pe DVD a lui Bugs Bunny's Cupid Capers, Zee Best of Zee Best |                                                                                     | |
| Tweety's Circus                        | Circul lui Tweety              | MM               | I. Freleng            | Sylvester, Tweety                          | 1955-06-04                                                              |                                                                                     | |
| Rabbit Rampage                         | Violență iepurească            | LT               | Charles M. Jones      | Bugs                                       | 1955-06-11                                                              | LTGC Volume 6, Disc 1 (special feature)                                             | - Urmare a lui Duck Amuck. - Cameo de Elmer la sfârșit. |
| Lumber Jerks                           | Cherstea de nimic              | LT               | I. Freleng            | Popândăii Prostănaci                       | 1955-06-25                                                              | LTGC Volume 1, Disc 4                                                               | |
| This Is a Life?                        | Asta da viață?                 | MM               | I. Freleng            | Bugs, Daffy, Elmer, Buni, Sam              | 1955-07-09                                                              | Frustrated Fowl                                                                     | - Are o muzică "Merrily We Roll Along Theme" diferită. - Arată o voce cameo a lui Sylvester (dar nu apare pe ecran). - Singira împerechere cu Elmer Fudd și Buni. - Unul din cele două desene care îi împerechează pe Elmer și Yosemite |
| Double or Mutton                       |                                | LT               | Charles M. Jones      | Ralph și Sam                               | 1955-07-23                                                              |                                                                                     | |
| Jumpin' Jupiter                        | Jupiter sare                   | MM               | Charles M. Jones      | Porky, Sylvester                           | 1955-08-06                                                              | LTGC Volume 6, Disc 1                                                               | - Ultima împerechere cu Porky și Sylvester - Văzut în Daffy Duck's Quackbusters. |
| A Kiddie's Kitty                       |                                | MM               | I. Freleng            | Sylvester                                  | 1955-08-20                                                              |                                                                                     | - Unul din cele două desene din acest an cu editare Blue Ribbon. |
| Hyde and Hare                          | Domnul Hyde și iepurele        | LT               | I. Freleng            | Bugs                                       | 1955-08-27                                                              | LTGC Volume 2, Disc 1                                                               | |
| Dime to Retire                         | Banii se retrag                | LT               | Robert McKimson       | Daffy, Porky                               | 1955-09-03                                                              | Frustrated Fowl                                                                     | |
| Speedy Gonzales                        | MM                             | I. Freleng       | Speedy, Sylvester     | 1955-09-17                                 | LTGC Volume 1, Disc 4 and LTPC Volume 1, Disc 1                         | - Prima apariție oficială a lui Speedy. - Prima împerechere cu Speedy și Sylvester. | |
| Knight-mare Hare                       | Iepurele gladiator             | MM               | Chuck Jones           | Bugs                                       | 1955-10-01                                                              | LTGC Volume 4, Disc 1                                                               | - Primul film unde regizorul este creditat "Chuck Jones" în loc de "Charles Jones" sau "Charles M. Jones". |
| Two Scent's Worth                      | Valoarea a două mirosuri       | MM               | Charles M. Jones      | Pepé, Penelope                             | 1955-10-15                                                              | Zee Best of Zee Best                                                                | |
| Red Riding Hoodwinked                  | Scufița roșie indusă în eroare | LT               | I. Freleng            | Sylvester, Tweety, Granny, Charles M. Wolf | 1955-10-29                                                              | LTGC Volume 5, Disc 2                                                               | - Prima apariție a lupului Charles M. - Ultimul desen pentru I. Freleng. |
| Roman Legion-Hare                      | Iepurele gladiator             | LT               | Friz Freleng          | Bugs, Sam                                  | 1955-11-12                                                              | LTGC Volume 4, Disc 1                                                               | - Primul desen unde directorul este creditat ca "Friz Freleng" în loc de "Isadore Freleng" sau "I. Freleng". |
| Heir-Conditioned                       | Urmaș condiționat              | LT               | Friz Freleng          | Elmer, Sylvester                           | 1955-11-26                                                              | LTGC Volume 6, Disc 2                                                               | - Co-produs de Fondația Alfred P. Sloan. - Cameo de Tweety la început. - Singura împerechere cu Elmer și Tweety |
| Guided Muscle                          | Mușchi ghidat                  | LT               | Charles M. Jones      | Wile E. și Road Runner                     | 1955-12-10                                                              | LTGC Volume 2, Disc 2                                                               | |
| Pappy's Puppy                          | Cățelușul lui Pappy            | MM               | Friz Freleng          | Sylvester                                  | 1955-12-17                                                              |                                                                                     | |
| One Froggy Evening                     | O seară ca de broască          | MM               | Charles M. Jones      |                                            | 1955-12-31                                                              | LTGC Volume 2, Disc 4 and LTPC Volume 1, Disc 2                                     | - Prima și singura apariție a lui Michigan J. Broscoiul. - Văzut pe Bugs Bunny: 1001 de povești iepurești. |

## 1956– 29 titles
| Titlu                    | Titlu român                | Serie | Regizor          | Personaje                         | Data realizării | Avalabilitate pe DVD                            | editat? | Note |
| ------------------------ | -------------------------- | ----- | ---------------- | --------------------------------- | --------------- | ----------------------------------------------- | ------- | --- |
| Bugs' Bonnets            | Bonetele lui Bugs          | MM    | Chuck Jones      | Bugs, Elmer                       | 1956-01-14      | LTGC Volume 5, Disc 1                           | Nu      | |
| Too Hop To Handle        |                            | LT    | Robert McKimson  | Hippety, Sylvester, Sylvester Jr. | 1956-01-28      | Marsupial Mayhem                                | Nu      | |
| Weasel Stop              | Oprește-te, nevăstuică!    | MM    | Robert McKimson  | Foghorn                           | 1956-02-11      | Barnyard Bigmouth                               | Da      | |
| The High and the Flighty | Scumpul și scrântitul      | MM    | Robert McKimson  | Daffy, Foghorn                    | 1956-02-18      | LTPC Volume 2, Disc 1                           | Da      | - Primul și singurul desen din era clasică care îi au și pe Daffy și pe Foghorn.                                     |
| Broom-Stick Bunny        | Iepure pe băț de mătură    | LT    | Chuck Jones      | Bugs, Vrăjitoarea Hazel           | 1956-02-25      | LTGC Volume 2, Disc 1 și LTPC Volume 1, Disc 2  | Nu      | |
| Rocket Squad             | Patrula rachetei           | MM    | Chuck Jones      | Daffy, Porky                      | 1956-03-10      | LTGC Volume 3, Disc 3                           | Nu      | |
| Tweet and Sour           |                            | LT    | Friz Freleng     | Sylvester, Tweety, Buni           | 1956-03-24      |                                                 | Nu      | |
| Heaven Scent             | Mirosul raiului            | MM    | Chuck Jones      | Pepé, Penelope                    | 1956-03-31      | LTGC Volume 6, Disc 1, Zee Best of Zee Best     | Nu      | |
| Mixed Master             |                            | LT    | Robert McKimson  |                                   | 1956-04-14      |                                                 | No      | |
| Rabbitson Crusoe         | Iepureson Cruose           | LT    | Friz Freleng     | Bugs, Sam                         | 1956-04-28      |                                                 | Nu      | |
| Gee Whiz-z-z-z-z-z-z     | O vaiiiiiii                | LT    | Charles M. Jones | Wile E. and Road Runner           | 1956-05-05      | LTGC Volume 2, Disc 2                           | Nu      | - Ultimul desen pentru Chuck Jones unde este creditat ca Charles M. Jones.                                           |
| Tree Cornered Tweety     | Tweety în colțul copacului | MM    | Friz Freleng     | Sylvester, Tweety                 | 1956-05-19      |                                                 | Nu      | |
| The Unexpected Pest      | Pacoste neacceptată        | MM    | Robert McKimson  | Sylvester                         | 1956-06-02      | LTGC Volume 4, Disc 4                           | Nu      | |
| Napoleon Bunny-Part      | Iepurele Napoleon          | MM    | Friz Freleng     | Bugs                              | 1956-06-16      | Hare Extraordinaire                             | Nu      | |
| Tugboat Granny           |                            | MM    | Friz Freleng     | Sylvester, Tweety, Granny         | 1956-06-23      |                                                 | Nu      | |
| Stupor Duck              | Super rață                 | LT    | Robert McKimson  | Daffy                             | 1956-07-07      | LTGC Volume 5, Disc 1                           | Nu      | - Văzut pe Filmul lui Daffy Duck: Insula fantastică                                                                  |
| Barbary Coast Bunny      | Iepure pe coasta barbară   | LT    | Chuck Jones      | Bugs, Nasty                       | 1956-07-21      | LTGC Volume 4, Disc 1 and LTPC Volume 2, Disc 2 | Nu      | - Ultima apariție a lui Nasty Canasta. - Scor de Carl Stalling.                                                      |
| Rocket-bye Baby          | Dormi, bebeluș             | MM    | Chuck Jones      |                                   | 1956-08-04      | LTGC Volume 6, Disc 4 and LTPC Volume 2, Disc 2 | Nu      | |
| Half-Fare Hare           |                            | MM    | Robert McKimson  | Bugs                              | 1956-08-18      |                                                 | Nu      | |
| Raw! Raw! Rooster!       | Cocoș crud!                | LT    | Robert McKimson  | Foghorn                           | 1956-08-25      | LTGC Volume 6, Disc 1                           | Da      | |
| The Slap-Hoppy Mouse     |                            | MM    | Robert McKimson  | Hippety, Sylvester, Sylvester Jr. | 1956-09-01      | Marsupial Mayhem                                | Nu      | |
| A Star Is Bored          | O stea s-a plictisit       | LT    | Friz Freleng     | Bugs, Daffy, Elmer, Sam           | 1956-09-15      | LTGC Volume 5, Disc 1                           | Nu      | - Ultima împerechere cu Daffy și Sam. - Unul din cele două desene care îi împerechează pe Elmer Fudd și Yosemite Sam |
| Deduce, You Say!         | Dedus, ai spus!            | LT    | Chuck Jones      | Daffy, Porky                      | 1956-09-29      | LTGC Volume 1, Disc 2 and LTPC Volume 2, Disc 1 | Nu      | |
| Yankee Dood It           | Yankee a făcut-o           | MM    | Friz Freleng     | Elmer, Sylvester                  | 1956-10-13      | LTGC Volume 6, Disc 2                           | Da      | - Co-produs de Fondația Alfred P. Sloan Foundation. - Ultima împerechere cu Elmer și Sylvester.                      |
| Wideo Wabbit             | Iepure de video            | MM    | Robert McKimson  | Bugs, Elmer                       | 1956-10-27      | LTGC Volume 3, Disc 2                           | Nu      | - Primul film editat de Irvin Jay.                                                                                   |
| There They Go-Go-Go!     | Uite-i acolo               | LT    | Chuck Jones      | Wile E. and Road Runner           | 1956-11-10      | LTGC Volume 2, Disc 2                           | Nu      | |
| Two Crows from Tacos     | Două cior din Taco         | MM    | Friz Freleng     |                                   | 1956-11-24      | Barnyard Bigmouth                               | Nu      | - Nu are cercuri la sfârșit, ca și Coal Black and de Sebben Dwarfs.                                                  |
| The Honey-Mousers        | Șoarecii de miere          | LT    | Robert McKimson  | The Honey-Mousers                 | 1956-12-08      | LTGC Volume 3, Disc 2                           | Nu      | - Prima apariție a șoarecilor de miere.                                                                              |
| To Hare Is Human         | Să fi iepure e omenește    | MM    | Chuck Jones      | Bugs, Wile E.                     | 1956-12-15      | LTGC Volume 4, Disc 1                           | Nu      | |

## 1957– 25 titles
| Titlu                                | Titlu român                | Serie        | Regizor         | Personaje                         | Data realizării                                 | Avalabilitate pe DVD                                             | editat?                                    | Notes' |
| ------------------------------------ | -------------------------- | ------------ | --------------- | --------------------------------- | ----------------------------------------------- | ---------------------------------------------------------------- | ------------------------------------------ | --- |
| Three Little Bops Cei trei purceluși | LT                         | Friz Freleng |                 | 1957-01-05                        | LTGC Volume 2, Disc 4 and LTPC Volume 1, Disc 2 | No                                                               | - Singrurl desen cu scor de Shorty Rogers. | |
| Tweet Zoo                            | Grădină zoologică dulce    | MM           | Friz Freleng    | Sylvester, Tweety                 | 1957-01-12                                      |                                                                  | Da                                         | |
| Scrambled Aches                      | Omletă cu dureri           | LT           | Chuck Jones     | Wile E. and Road Runner           | 1957-01-26                                      | LTGC Volume 2, Disc 2                                            | Nu                                         | |
| Ali Baba Bunny                       | Iepurele Ali Baba          | MM           | Chuck Jones     | Bugs, Daffy                       | 1957-02-09                                      | LTGC Volume 5, Disc 1 and LTPC Volume 2, Disc 1                  | Nu                                         | |
| Go Fly a Kit                         | Dute și înalță un zmeu     | LT           | Chuck Jones     | Marc și Pussyfoot                 | 1957-02-23                                      | LTGC Volume 4, Disc 4                                            | Nu                                         | - Singurul desen în care Marc Antony este antagonistul lui Pussyfoot.                                                             |
| Tweety and the Beanstalk             | Tweety și vrejul de fasole | MM           | Friz Freleng    | Sylvester, Tweety, Hecor Buldogul | 1957-03-16                                      | LTGC Volume 5, Disc 2 Feline Fwenzy                              | Nu                                         | |
| Bedeviled Rabbit                     | Iepurele chinuit           | MM           | Robert McKimson | Bugs, Taz                         | 1957-04-13                                      | Hare Extraordinaire și LTPC Volume 1, Disc 2                     | Nu                                         | |
| Boyhood Daze                         | Zăpăceală copilărească     | MM           | Chuck Jones     | Ralph Phillips                    | 1957-04-20                                      | LTGC Volume 6, Disc 1 (special feature) și LTPC Volume 1, Disc 2 | Nu                                         | - Ultima apariție a lui Ralph Phillips.                                                                                           |
| Cheese It, the Cat!                  |                            | LT           | Robert McKimson | The Honey-Mousers                 | 1957-05-04                                      | Barnyard Bigmouth                                                | Nu                                         | |
| Fox Terror                           |                            | MM           | Robert McKimson | Foghorn                           | 1957-05-11                                      | Barnyard Bigmouth                                                | Da                                         | |
| Piker's Peak                         |                            | LT           | Friz Freleng    | Bugs, Sam                         | 1957-05-25                                      |                                                                  | Nu                                         | |
| Steal Wool                           | Lână furată                | LT           | Chuck Jones     | Ralph and Sam                     | 1957-06-08                                      | LTGC Volume 3, Disc 4                                            | Nu                                         | |
| Boston Quackie                       | Rățoiul Boston             | LT           | Robert McKimson | Daffy, Porky                      | 1957-06-22                                      |                                                                  | No                                         | |
| What's Opera, Doc?                   | Care-i opera, moșule?      | MM           | Chuck Jones     | Bugs, Elmer                       | 1957-07-06                                      | LTGC Volume 2, Disc 4 and LTPC Volume 1, Disc 1                  | No                                         | - Primul desen animat adăugat la Registrul Național de Film.                                                                      |
| Tabasco Road                         | Strada Tabasco             | LT           | Robert McKimson | Speedy                            | 1957-07-20                                      | LTGC Volume 4, Disc 3 and LTPC Volume 2, Disc 1                  | Da                                         | - Primul desen Speedy Gonzales în seria Looney Tunes.                                                                             |
| Birds Anonymous                      | Păsări anonime             | MM           | Friz Freleng    | Sylvester, Tweety                 | 1957-08-10                                      | LTGC Volume 3, Disc 4 Feline Fwenzy                              | Da                                         | - Academy Award for Best Short Subject: Cartoons                                                                                  |
| Ducking the Devil                    | Diavolul rățoit            | MM           | Robert McKimson | Daffy, Taz                        | 1957-08-17                                      | Frustrated Fowl and LTPC Volume 1, Disc 2                        | Nu                                         | - Prima împerechere cu Daffy Duck și Diavolul Tasmanian                                                                           |
| Bugsy and Mugsy                      | Bugsy și Mugsy             | LT           | Friz Freleng    | Bugs, Rocky și Mugsy              | 1957-08-31                                      |                                                                  | No                                         | |
| Zoom and Bored                       | Mărit și plictisit         | MM           | Chuck Jones     | Wile E. and Road Runner           | 1957-09-14                                      | LTGC Volume 2, Disc 2                                            | Nu                                         | |
| Greedy For Tweety                    | Lacom pentru Tweety        | LT           | Friz Freleng    | Sylvester, Tweety, Granny, Hector | 1957-09-28                                      |                                                                  | Da                                         | - Cel mai recent desen realizat sub programul Blue Ribbon. Unul din cele două desene unde Hector are blană galbenă în loc de gri. |
| Touché and Go                        | Touche și dute             | MM           | Chuck Jones     | Pepé, Penelope                    | 1957-10-12                                      | Zee Best of Zee Best                                             | Nu                                         | |
| Show Biz Bugs                        | Bugs la Show Biz           | LT           | Friz Freleng    | Bugs, Daffy                       | 1957-11-02                                      | LTGC Volume 2, Disc 4 și LTPC Volume 2, Disc 1                   | Nu                                         | |
| Mouse-Taken Identity                 |                            | MM           | Robert McKimson | Hippety, Sylvester, Sylvester Jr. | 1957-11-16                                      | Looney Tunes Mouse Chronicles: The Chuck Jones Collection        | No                                         | |
| Gonzales' Tamales                    | Tamalele lui Gonzales      | LT           | Friz Freleng    | Speedy, Sylvester                 | 1957-11-30                                      | LTGC Volume 3, Disc 4                                            | Nu                                         | |
| Rabbit Romeo                         | Romeo de iepure            | MM           | Robert McKimson | Bugs, Elmer                       | 1957-12-14                                      | LTGC Volume 4, Disc 1                                            | Nu                                         | |

## 1958– 20 de titluri
| Titlu                  | Titlu român                  | Serie | Regizor         | Personaje                 | Data realizării | Avalabilitate pe DVD                           | Note |
| ---------------------- | ---------------------------- | ----- | --------------- | ------------------------- | --------------- | ---------------------------------------------- | --- |
| Don't Axe Me           | Nu mă tăia                   | MM    | Robert McKimson | Barnyard, Daffy, Elmer    | 1958-01-04      |                                                | - Ultima împerechere cu Daffy Duck și Barnyard Dawg                                                           |
| Tortilla Flaps         | Lambouri de Tortilla         | LT    | Robert McKimson | Speedy                    | 1958-01-18      | LTGC Volume 4, Disc 3                          | |
| Hare-Less Wolf         | Lup fără iepure              | MM    | Friz Freleng    | Bugs, Charles M. Wolf     | 1958-02-01      |                                                | - Primul desen în care lupul Charles M. este numit. - Ultima apariție a lupului Charles M.                    |
| A Pizza Tweety Pie     | Pizza cu canar               | LT    | Friz Freleng    | Sylvester, Tweety, Granny | 1958-02-22      |                                                | - Primul fundal de Tom O'Loughlin.                                                                            |
| Robin Hood Daffy       | Robin Hood Daffy             | MM    | Chuck Jones     | Daffy, Porky              | 1958-03-08      | LTGC Volume 3, Disc 3 și LTPC Volume 1, Disc 1 | |
| Hare-Way to the Stars  | Calea iepurească către stele | LT    | Chuck Jones     | Bugs, Marvin              | 1958-03-29      | LTPC Volume 1, Disc 2                          | |
| Whoa, Be-Gone!         | Uau, dispari!                | MM    | Chuck Jones     | Wile E. și Road Runner    | 1958-04-12      | LTGC Volume 2, Disc 2                          | - Cel mai recent desen realizat în Looney Tunes Golden Collection: Volume 2                                   |
| A Waggily Tale         |                              | LT    | Friz Freleng    |                           | 1958-04-26      |                                                | |
| Feather Bluster        | Urlător de pene              | MM    | Robert McKimson | Foghorn                   | 1958-05-10      |                                                | - Prima animație de Tom Ray și Warren Batchelder.                                                             |
| Now Hare This          | Acum uite aici               | LT    | Robert McKimson | Bugs                      | 1958-05-31      |                                                | |
| To Itch His Own        |                              | MM    | Chuck Jones     |                           | 1958-06-28      |                                                | - Ultimul desen cu scor de Carl Stalling.                                                                     |
| Dog Tales              |                              | LT    | Robert McKimson | Charlie                   | 1958-07-26      |                                                | - Ultima apariție a lui Charlie Câinele (cameo).                                                              |
| Knighty Knight Bugs    | Iepurele cavaler             | LT    | Friz Freleng    | Bugs, Sam                 | 1958-08-23      | LTGC Volume 4, Disc 1                          | - Singurul desen Bugs Bunny care a câștigat un Oscar.                                                         |
| Weasel While You Work  |                              | MM    | Robert McKimson | Foghorn                   | 1958-09-06      | Barnyard Bigmouth                              | - Primul din cele șase desene cu "sco" de John Seely. - Unul din cele trei desene cu scor de Micheal Maltese. |
| A Bird in a Bonnet     |                              | MM    | Friz Freleng    | Sylvester, Tweety, Buni   | 1958-09-27      |                                                | |
| Hook, Line and Stinker | Cârlig, linie și împuțit     | LT    | Chuck Jones     | Wile E. and Road Runner   | 1958-10-11      | LTGC Volume 6, Disc 1                          | |
| Pre-Hysterical Hare    |                              | LT    | Robert McKimson | Bugs, Elmer               | 1958-11-01      |                                                | - Primul și singurul desen cu Dave Barry jucându-l pe Elmer                                                   |
| Gopher Broke           |                              | LT    | Robert McKimson | Barnyard, Goofy Gophers   | 1958-11-15      | Barnyard Bigmouth                              | - Continuare a lui Mouse Wreckers din 1949.                                                                   |
| Hip Hip-Hurry!         | Hip Hip-Ura!                 | MM    | Chuck Jones     | Wile E. și Road Runner    | 1958-12-06      |                                                | - Ultimul din cele trei desene cu "scor" de John Seely.                                                       |
| Cat Feud               | Feudă de pisică              | MM    | Chuck Jones     | Marc și Pussyfoot         | 1958-12-20      | LTGC Volume 4, Disc 4                          | - Ultima apariție a lui Pussyfoot. - Ultima împerechere cu Marc Antony și Pussyfoot                           |

## 1959– 23 de titluri
| Titlu                     | Titlu român                          | Serie | Regizor                 | Personaje                        | Data realizării | Avalabilitate pe DVD                            | Notes |
| ------------------------- | ------------------------------------ | ----- | ----------------------- | -------------------------------- | --------------- | ----------------------------------------------- | --- |
| Baton Bunny               | Iepure cu baston                     | LT    | Chuck Jones Abe Levitow | Bugs                             | 1959-01-10      | LTGC Volume 1, Disc 3                           | - Basis provenit pentru Bugs Bunny's Overtures to Disaster, ultimul {blue ribbon}. - Titlurile originale restaurate pe Looney Tunes Golden Collection: Volume 1. - Ultimul desen WB editat. - Versiunea originală este uneori văzută la televizor. - Continuare a lui Rhapsody Rabbit din 1946. |
| Mouse-Placed Kitten       | Pisicuță pusă pe șoarece             | LT    | Robert McKimson         | Bebelușul Pepé (cameo)           | 1959-01-24      | Barnyard Bigmouth                               | |
| China Jones               | Jones din China                      | LT    | Robert McKimson         | Daffy, Porky                     | 1959-02-14      |                                                 | |
| Hare-Abian Nights         | Nopți arabiene iepurești             | MM    | Ken Harris              | Bugs, Sam                        | 1959-02-28      |                                                 | |
| Trick or Tweet            |                                      | MM    | Friz Freleng            | Sylvester, Tweety, Motanul Sam   | 1959-03-21      |                                                 | |
| The Mouse that Jack Built | Șoarecele pe care l-a construit Jack | MM    | Robert McKimson         |                                  | 1959-04-04      | LTGC Volume 3, Disc 2                           | |
| Apes of Wrath             | Gorilele mâniei                      | MM    | Friz Freleng            | Bugs, Daffy (cameo)              | 1959-04-18      | Hare Extraordinaire                             | - Continuare a lui Gorilla My Dreams din 1948. - Cameo de Daffy la sfârșit. |
| Hot-Rod and Reel!         | Stradă fierbinte și rolă             | LT    | Chuck Jones             | Wile E. și Road Runner           | 1959-05-09      |                                                 | |
| A Mutt In A Rut           |                                      | LT    | Robert McKimson         | Elmer                            | 1959-05-23      | Barnyard Bigmouth                               | |
| Backwoods Bunny           |                                      | MM    | Robert McKimson         | Bugs, Uliul Pappy și Uliul Elvis | 1959-06-13      |                                                 | - Prima apariție a uliilor Pappy și Elvis. |
| Really Scent              |                                      | MM    | Abe Levitow             | Pepé, Penelope                   | 1959-06-27      | Zee Best of Zee Best                            | - Ultima apariție a pisicii Penelope |
| Mexicali Shmoes           | Pantofi mexicani                     | LT    | Friz Freleng            | Speedy                           | 1959-07-04      | LTGC Volume 4, Disc 3 and LTPC Volume 2, Disc 1 | |
| Tweet and Lovely          | Dulce și iubitor                     | MM    | Friz Freleng            | Sylvester, Tweety, Hector        | 1959-07-18      |                                                 | |
| Wild and Woolly Hare      |                                      | LT    | Friz Freleng            | Bugs, Sam                        | 1959-08-01      |                                                 | |
| Cat's Paw                 |                                      | LT    | Robert McKimson         | Sylvester, Sylvester Jr.         | 1959-08-15      | Marsupial Mayhem                                | |
| Here Today, Gone Tamale   |                                      | LT    | Friz Freleng            | Speedy, Sylvester                | 1959-08-29      | LTGC Volume 4, Disc 3                           | |
| Bonanza Bunny             | Iepurele din Bonazna                 | MM    | Robert McKimson         | Bugs, Blacque Jacque Shellacque  | 1959-09-05      |                                                 | - Prima apariție a lui Blacque Jacque Shellacque. |
| A Broken Leghorn          | Un cocoș stricat                     | LT    | Robert McKimson         | Foghorn, Prissy                  | 1959-09-26      | LTGC Volume 1, Disc 4 Barnyard Bigmouth         | - Cel mai recent desen realizat în Looney Tunes Golden Collection: Volume 1. |
| Wild About Hurry          |                                      | MM    | Chuck Jones             | Wile E. și Road Runner           | 1959-10-10      |                                                 | |
| A Witch's Tangled Hare    |                                      | LT    | Abe Levitow             | Bugs, Vrăjitoarea Hazel          | 1959-10-31      | LTPC Volume 1, Disc 2                           | |
| Unnatural History         |                                      | MM    | Abe Levitow             |                                  | 1959-11-14      |                                                 | |
| Tweet Dreams              | Vise dulci                           | LT    | Friz Freleng            | Sylvester, Tweety                | 1959-12-05      |                                                 | - Singura împerechere cu Tweety și Sylvester Junior (versiune flashback). |
| People Are Bunny          | Oamenii sunt iepuri                  | MM    | Robert McKimson         | Bugs, Daffy                      | 1959-12-19      | Frustrated Fowl                                 | - Ultimul desen WB din anii 50. |

## Citite ulterior
- Looney Tunes and Merrie Melodies: A Complete Illustrated Guide to the Warner Bros. Cartoons, by Jerry Beck and Will Friedwald (1989), Henry Holt, ISBN 0-8050-0894-2
- Chuck Amuck : The Life and Times of an Animated Cartoonist by Chuck Jones, published by Farrar, Straus & Giroux, ISBN 0-374-12348-9
- That's Not All, Folks! by Mel Blanc, Philip Bashe. Warner Books, ISBN 0-446-39089-5 (Softcover) ISBN 0-446-51244-3 (Hardcover)
- Of Mice and Magic: A History of American Animated Cartoons, Leonard Maltin, Revised Edition 1987, Plume ISBN 0-452-25993-2 (Softcover) ISBN 0-613-64753-X (Hardcover)

## Legături externe
- Paginile Big Cartoon DataBase pentru desenele Merrie Melodies Arhivat în 4 decembrie 2012, la Archive.is și pentru desenele Looney Tunes Arhivat în 5 decembrie 2012, la Archive.is
- Golden Age Cartoons' The Ultimate Looney Tunes and Merrie Melodies Website de Jon Cooke
- Site oficial